# Whale Cove (Oregon)
Whale Cove est une baie de l'Oregon, aux États-Unis. Elle se situe quelques kilomètres au sud de Depoe Bay.
Selon un historien, cette baie pourrait être la Nouvelle-Albion de Francis Drake.

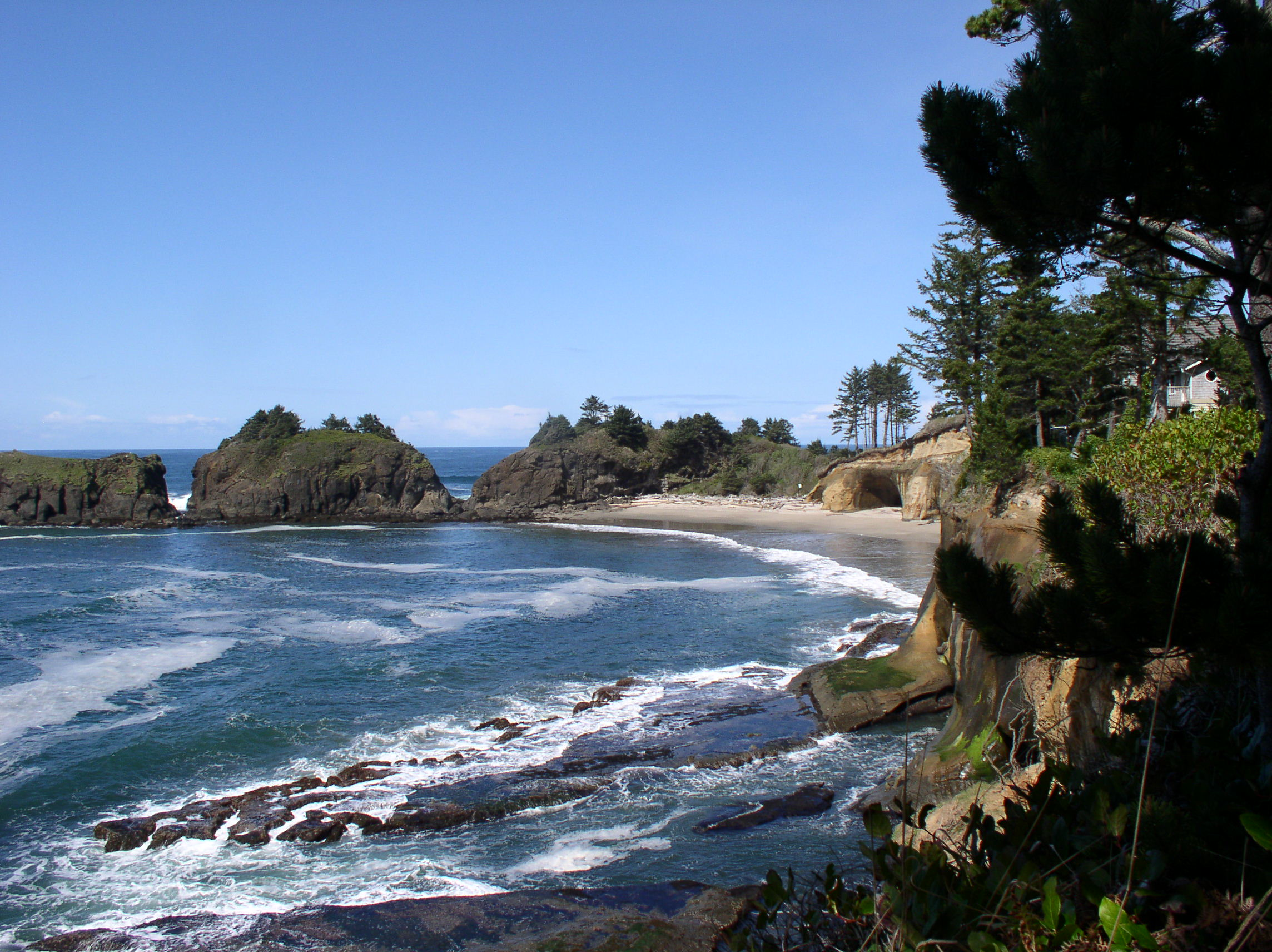
Whale Cove.